# Basilique Sainte-Françoise-Romaine de Rome
La basilique Sainte-Françoise-Romaine (en italien : Basilica di Santa Francesca Romana) est un lieu de culte situé à Rome, en Italie. Elle est dédiée à Françoise Romaine dite « sainte Françoise » ou « Françoise de Rome », et est également connue sous le nom de Santa Maria Nova.
Fondée au IXe siècle, elle est située entre le Forum romain et le temple de Vénus et de Rome, dans le rione de Campitelli, la plus importante des sept collines de Rome.
Le pape Grégoire XI y est enterré.

## Historique

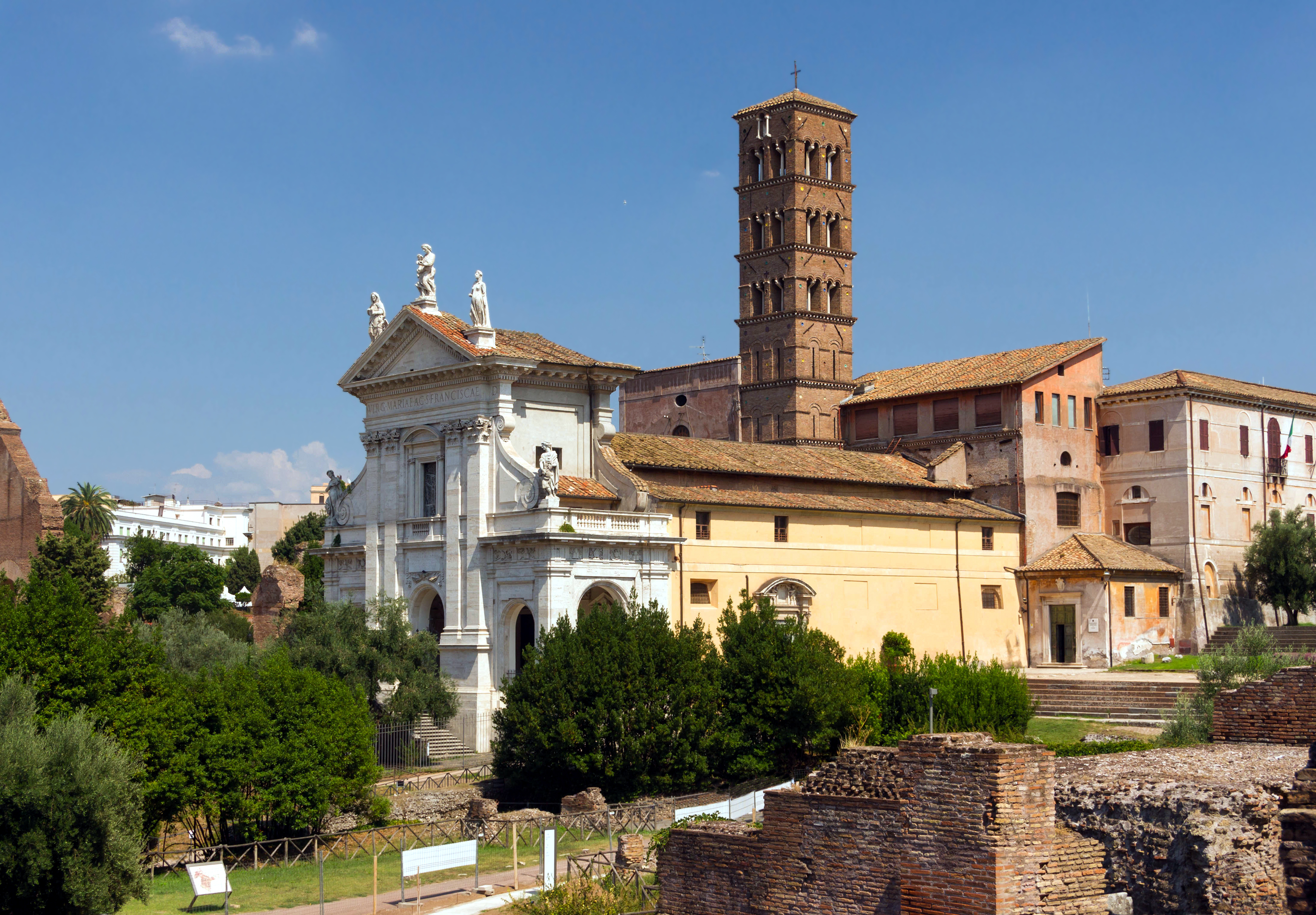
La Basilique Sainte Françoise Romaine.

L'église est construite au IXe siècle, sur le site d'un oratoire existant. À la suite d'une restauration du Xe siècle, elle est dédiée à Marie sous le nom de Santa Maria Nova (Sainte Marie nouvelle) pour la distinguer de l'église du Forum romain dédiée à Marie sous le nom de Santa Maria Antiqua.
Au cours du XIIe siècle, à l'initiative du pape Honoré II, le bâtiment subit une importante rénovation et l'érection de la tour ainsi que la décoration de l'abside. Avec le transfert des reliques de Francesca Romana dans la crypte, au cours du XVe siècle, l'église est alors dédiée à Sainte Françoise.
La basilique est le siège du titre cardinalice Santa Maria Nuova érigé en 1887 par le pape Léon XIII.

## Art et légendes
La basilique Santa Francesca Romana détient l'icône de la Vierge Glycophilousa (« Notre-Dame de la douceur ») datant du Ve siècle : l'œuvre est transférée de l'église Santa Maria Antiqua en raison de la dégradation de cette église.
L'endroit où se trouve la basilique était, selon la tradition, le lieu de la mort de Simon le Magicien. Selon la légende, Simon le magicien voulait démontrer qu'il avait des pouvoirs supérieurs à ceux des apôtres Pierre et Paul : il lévite devant les deux saints, qui tombent à genoux pour prier causant la mort de Simon. La plaque de marbre portant les empreintes des genoux des deux apôtres est murée dans le mur sud de la basilique.
Parmi les autres œuvres, il convient de noter le miracle de saint Benoît, du XVIIIe siècle, de Pierre Subleyras et dans la première chapelle à droite, la fresque Docteurs de l'Église de l'école du célèbre Melozzo de Forlì pictor Papalis.
Au pied de l'autel, Gian Lorenzo Bernini en 1638, conçoit un monument à la gloire de Sainte Françoise Romaine. Le monument revêt la forme d'un confessionnal, espace indépendant où les fidèles pouvaient se rapprocher des reliques. (TA Marder édition Abbeville)

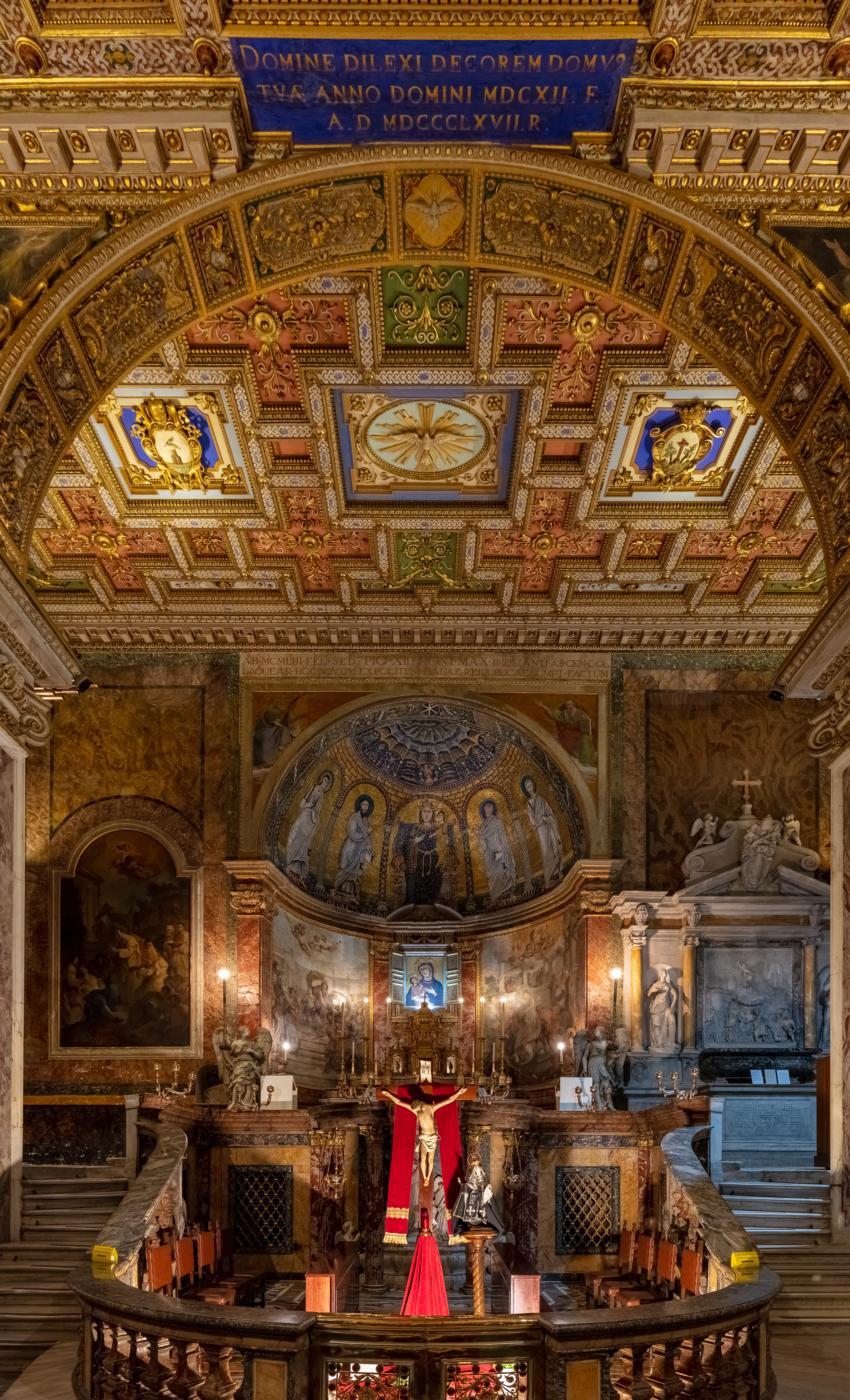
Intérieur de l'église.

Le tombeau du pape Grégoire XI, qui a ramené la papauté d'Avignon à Rome, a été construit selon les plans de Per Paulo Olivieri : il se trouve dans le transept sud (côté droit en regardant vers l'autel).
La façade de l'église de Holy Cross College, à Clonliffe (Dublin), en Irlande, est une réplique de Santa Francesca Romana. Elle a été conçue par l'architecte gothique James Joseph McCarthy (en) et est la seule exception stylistique à la liste de ses œuvres gothiques.
Le 27 janvier 1949, le populaire acteur américain Tyrone Power (1914-1958) y épousa la comédienne Linda Christian (1923-2011). Lors de cette cérémonie, qui fit grand bruit, la mariée portait une élégante robe des Sorelle Fontana, assurant ainsi une célébrité internationale à cette maison de haute couture italienne. 

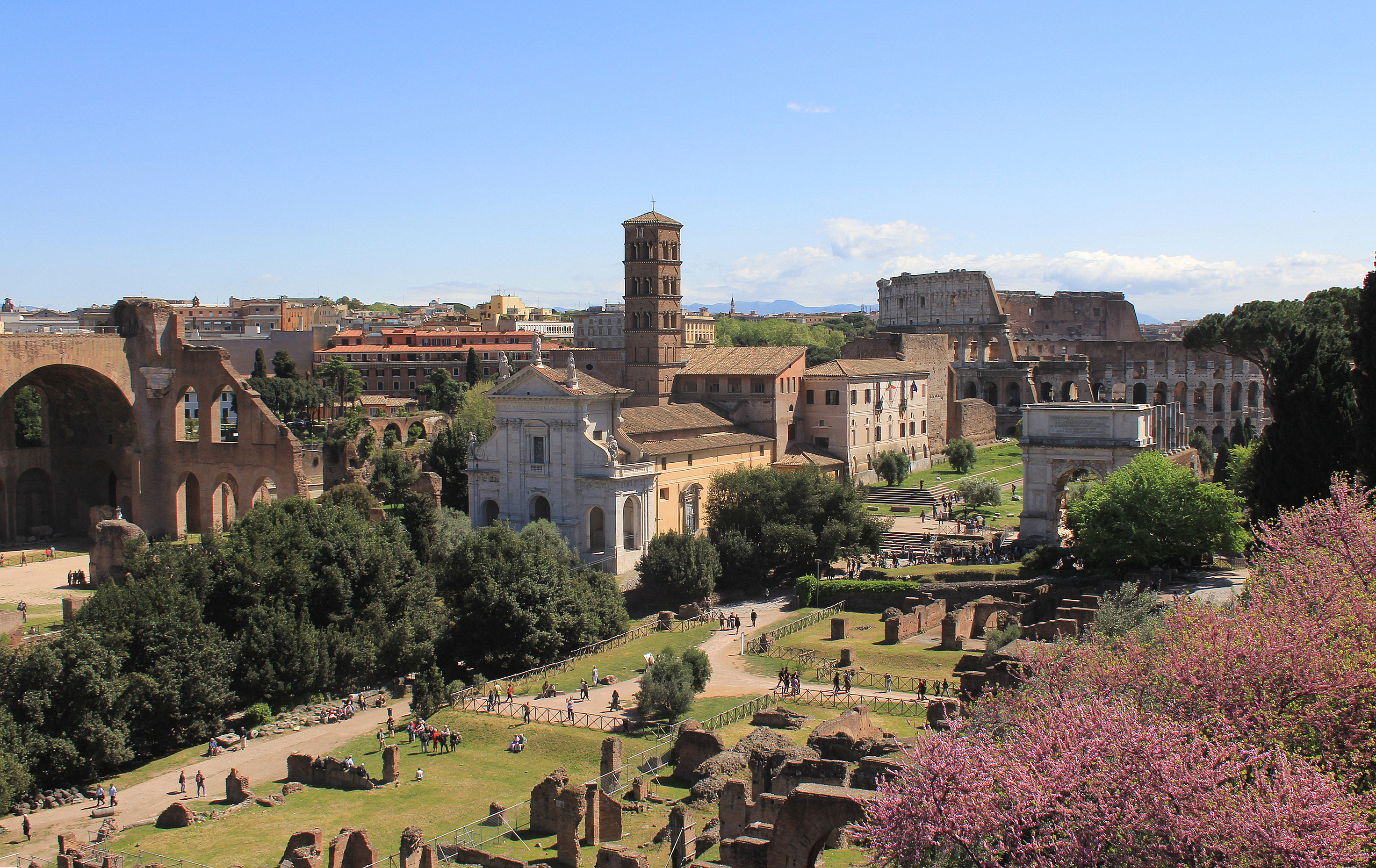
Vue à partir du Mont Palatin.

## Pour compléter